# EGRET

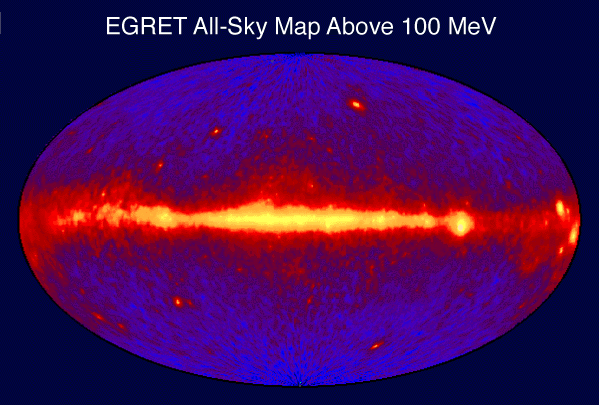
EGRETによる、100MeV以上のガンマ線の全天マップ。ハンメル-アイトフ投影を用いて作成されている。銀河面からの放射は主に星間ガスに由来する。

EGRET (イーグレット、Energetic Gamma Ray Experiment Telescope) は、コンプトンガンマ線観測衛星 (CGRO) に搭載された4台のガンマ線検出器の1台である。30MeVから30GeVのガンマ線を検出し、ガンマ線帯域の全天地図を作成した。
EGRETによる主要な成果のひとつは、271箇所におよぶ高エネルギーガンマ線源のカタログ作成がある。これらの天体の半分以上が他のエネルギー帯域で見つかっていない、未同定天体であった。同定されたガンマ線源はほとんどがブレーザーで、パルサーや他の種類の天体が少しあった。
天の川からは広帯域のガンマ線放射がある。これは私たちの銀河に含まれる星間ガスに宇宙線が衝突することで発生したガンマ線である。